# ボルボックス
ボルボックス（Volvox）は、群体を形成する緑藻の一種であり、ボルボックス属に属する生物種の総称である。和名はオオヒゲマワリ（大髭回り）という。
以下ではもっとも研究の進んでいる V. carteri について説明する。断りのない限り、ボルボックスは同種を指すものとする。

## 特徴
ボルボックスは池や川、田などの淡水に生息し、水のきれいな場所であれば普通に見られる。水田では、日向の水際のごく浅い泥の上を見つめると、肉眼でも薄緑色の粒として見ることができる。春から秋にかけて無性生殖で繁殖し、環境が悪化してくると有性生殖を行い、乾燥を耐える接合子を形成し冬を越す。春になり環境が良くなると発芽し、再び無性生殖を行う。
群体は直径数百μm程度の球状の体をしている。数千個の体細胞からなる一層の細胞層があり、内部は中空になっている。体細胞は2本の鞭毛を持ち、この運動により水中を能動的に移動することができる。"Volvox"という名前はラテン語の『回転する』を意味する"Volvo"に由来し、その名の通りクルクルと回転しながら移動する。ボルボックスは正の走光性を持ち、これは体細胞に依存する。体細胞間はゼラチン状の構造により結ばれている。成熟した体細胞は分裂能を失う。細胞内には葉緑体が存在する。

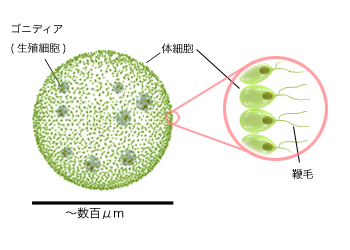
ボルボックスの細胞配置

無性生殖は、群体の内部に新しい群体が生じることで行われる。体細胞層の内部にはゴニディア (gonidia) と呼ばれる生殖細胞がある。この細胞には鞭毛がなく、運動能をもたない。この細胞が体細胞分裂を行って次世代の胚（娘群体）を形成する。娘群体では最初、生殖細胞が外側に体細胞が内側に配置されており、成熟の過程で袋を裏返すかのように中と外の反転が起こる。十分に成熟すると体細胞の層を破り母群体から孵化する。このように、群体を形成する細胞は生殖細胞の分裂によって形成され、新たに完成した群体では、それ以上の細胞の増加は見られない。このため、このような群体を定数群体という。二回胚を放出した親の個体は細胞死を起こす。

## 多細胞性の進化
群体とは最も単純な多細胞体制であり、一つの群体が一個体である。ボルボックスは、その近縁種にクラミドモナスなどの単細胞体制をとる生物種や、後述するような様々なより簡単な群体を形成するものがあることから、比較的近年になってから多細胞化したと考えられている。
分子系統解析では、単細胞性の緑藻クラミドモナス Chlamydomonas reinhardtii と V. carteri が分岐したのは5千万年前ほどであると考えられている。緑藻の分岐が7億年前であることを考えると、ボルボックスの多細胞化は生物進化の過程から見れば比較的新しいといえる。

## モデル生物として
ボルボックスのライフサイクルは実験室の条件下では48時間程度であり、光により日周期を同調させることができる。
生物学においては多細胞生物の誕生、生殖細胞の分化、形態形成などのモデル生物として用いられている。形態形成などに異常を示す突然変異体も多数単離されており遺伝学的研究が進行中である。また Jordan というトランスポゾンが発見され、これを用いた突然変異誘発も行われている。

## 近縁の諸属

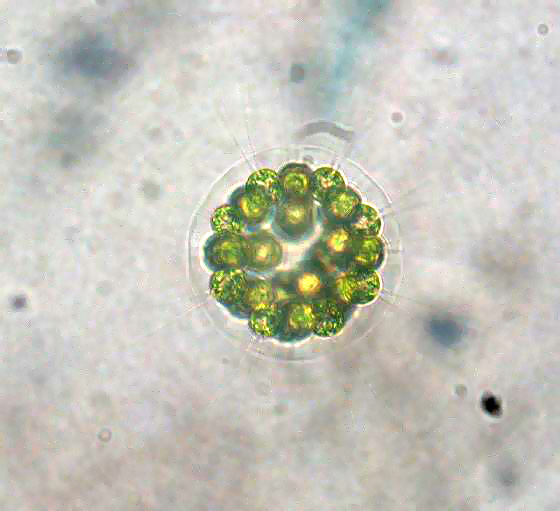
ユードリナ・かすかながら鞭毛が確認できる

クラミドモナスとボルボックスの中間的な生物として、細胞数のすくないものから、テトラバエナ Tetrabaena、ゴニウム Gonium、ユードリナ Eudorinaなどがある。いずれもクラミドモナス様の鞭毛細胞が多数集まり、寒天質に埋もれた形であるが、細胞の分化は見られない。プレオドリナ Pleodorina は細胞の大きさに分化があり、進行方向に小さな細胞が集まっている特徴がある。
ユードリナは、16ないし32個の細胞が表面に並んだ球形の群体を作る。細胞間に隙間があるのが特徴である。繁殖時には、すべての細胞が細胞分裂を行い、それぞれが16（32）個の細胞からなる群体の形になった後に、寒天質を破って外に出る。パンドリナ（Pandrina）は、別名クワノミモともいい、ユードリナに似ているが、個々の細胞が、互いに接触しているのが特徴で、球形の寒天質の真ん中に、細胞塊が集まった姿である。ゴニウムは、群体が扁平で、中心に4細胞が菱形に整列し、周囲も一辺につき3細胞が整列した菱形を形成する。外側の細胞は外向けに鞭毛を伸ばし、中央の細胞は上面に向けて鞭毛を伸ばしている。
これらはいずれも浅くて富栄養な環境を好むので、ボルボックスとともに、水田ではよく観察される。